# Куопио ПС
Куопио Палоусера (на фински: Kuopion Palloseura или KuPS) или Куопио ПС (срещан още и кат КуПС) е финландски футболен отбор от Куопио. Тимът играе в най-високото ниво на финландския футбол – Вейкауслигата. Куопио провежда домакинските си мачове на стадион Куопион кескусенття (преди Магнум Арена. До 2005 година клубът домакинстваше на стадион „Вейноленнеими“, който е определян като най-красивото място за спорт във Финландия. Вейноленнеими е нос заобиколен от местното езеро Каллавеси. Куопио ПС е създаден през 1923 година.
Тимът държи рекорда за най-много поредни участия в най-високото ниво на финландския футбол Вейккауслигата – от 1949 до 1992. Куопио ПС е четвърти във вечната ранг-листа на финландското първенство.

## Успехи
- Вейкауслига: (Висша лига)
  -  Шампион (7): 1956, 1958, 1966, 1974, 1976, 2019, 2024
  -  Вицешампион (13): 1950, 1954, 1964, 1967, 1969, 1975, 1977, 1979, 2010, 2017, 2021, 2022, 2023
  -  Бронзов медалист (2): 1953, 2018
- Купа на Финландия:
  -  Носител (5): 1968, 1989, 2021, 2022, 2024
  -  Финалист (3): 2011, 2012, 2013
- Купа на лигата:
  -  Носител (1): 2006
  -  Финалист (1): 2024
- Иконен: (2 ниво)
  -  Победител (5): 1945, 1948, 1993, 2000, 2004
- Каконен: (3 ниво)
  -  Победител (1): 1998